# Mehdi Zerkane
Mehdi Zerkane (ur. 15 lipca 1999 w Clermont-Ferrand) – algierski piłkarz francuskiego pochodzenia występujący na pozycji napastnika we francuskim klubie Girondins Bordeaux oraz w reprezentacji Algierii. Wychowanek AS Monaco.